# 神戸市立垂水中学校
神戸市立垂水中学校（こうべしりつたるみちゅうがっこう）は、兵庫県神戸市垂水区にある公立中学校。

## 沿革
- 1952年4月1日 - 神戸市立歌敷山中学校から分離し、開校。
- 1962年4月1日 - 神戸市立垂水東中学校を分離し、校区変更。
- 1974年4月1日 - 神戸市立千代が丘小学校の新設時に、校舎の一部を割譲。神戸市立多聞東中学校を分離し、校区変更。
- 1976年4月1日 - 神戸市立竜が台中学校を分離し、校区変更。
- 1977年4月1日 - 神戸市立福田中学校を分離し、校区変更。
- 1995年4月1日 - 阪神・淡路大震災発生。校舎の一部が破損。
- 1995年12月 - 校舎修理完了。
- 2000年4月1日 - 学校指定標準服・長袖体操服等の変更。
- 2022年4月1日 - 学校指定標準服にポロシャツの追加。
- 2024年1月9日 - 学校指定基準服着こなし自由化、鞄自由化の試行期間開始。

## 部活動

### 運動部
- 野球部
- 陸上競技部
- 柔道部
- ソフトテニス部
- 水泳部
- 卓球部
- 女子バスケットボール部
- バレーボール部

### 文化部
- 吹奏楽部
- 美術部
- 放送部

## 校区
- 神戸市立千代が丘小学校（星陵台中学校にも入学）
- 神戸市立垂水小学校
- 神戸市立高丸小学校
- 神戸市立千鳥が丘小学校（福田中学校にも入学）

## 生徒会組織
生徒会執行部
会長1名、副会長2名、書記2名、専門部長5名の計10名からなる。会長、副会長、書記の3役は、12月に行われる生徒会選挙の全校直接投票により選出される。
専門部長は、各専門部会（生活部会、体育部会、保健部会、美化部会、図書部会）の代表者で、生徒会役員会からの指名により選出される。
任期は1年間。
学級委員
総務（学級委員長、副委員長にあたる）、生活、体育、保健、美化、図書委員のことで、各男女1名ずつ、学期末（1学期のみ初頭期間）に次学期の委員が、立候補、又は学級互選で選出される。

## 中学校生活について
校訓
- 自主（自ら進んでものごとにあたる）
- 責任（自分の行いに責任をもつ）
- 協力（互いに助けあって、みんなで伸びる）
- 奉仕（人のために尽くそうという気持ちを持つ）

教育努力目標
「個性を輝かせ、目標の実現を目指す生徒の育成」〜希望と勇気と思いやり〜
1. 豊かな心を育てる生徒指導とたくましい体づくり
2. 主体的な学習意欲と可能性を伸ばす学習指導法の工夫
3. 校内環境の安全と安全教育の徹底

## 制服
- 男子※
  - 冬服はブレザー、カッターシャツ、スラックス、ネクタイである。
  - 夏服はカッターシャツ、スラックスである。
  - 合服はカッターシャツ、スラックス、ネクタイである。
  - ※2022年からポロシャツの追加と冬服と夏服と合服の期間を廃止。そして2024年から制服の着こなし自由化、鞄自由化。

- 女子※
  - 冬服はブレザー、カッターシャツ、ベスト、吊りスカート（申請してスラックスに変更できる）、リボンである。
  - 夏服はカッターシャツ、吊りスカート(夏用)である。
  - 合服はカッターシャツ、ベスト、吊りスカート、リボンである。
  - ※2022年から男子と同じくポロシャツの追加と冬服と夏服と合服の期間を廃止。そして2024年から制服の着こなし自由化、鞄自由化。

## 交通アクセス
- ＪＲ「垂水駅」、山陽電鉄「垂水駅」下車北へ徒歩　約２０分
- 垂水駅北側 バスロータリーより、乗車  　　　　・２系統　清水が丘行　「細道下」　下車　徒歩２分  　　　　・３系統　ゴルフ場行　 「細道下」　下車　徒歩２分
- 自動車　・第２神明道路 「高丸インター」を出て、南へ約３分  　　　　・国道２号線、垂水駅西の高架をくぐり、商大筋を北へ約５分

## 通学区域が隣接している学校
- 神戸市立垂水東中学校
- 神戸市立福田中学校
- 神戸市立星陵台中学校
- 神戸市立歌敷山中学校